# Tossal de la Cova dels Pobres
El Tossal de la Cova dels Pobres és una muntanya de 1.414,2 metres d'altitud situat en el terme municipal de Castell de Mur, dins de l'antic municipi de Guàrdia de Tremp, al Pallars Jussà. És a l'extrem sud-oest del terme, en el serrat de Fontfreda, del Montsec d'Ares.